# Radonjići (Travnik, BiH)
Radonjići je naseljeno mjesto u općini Travnik, Federacija Bosne i Hercegovine, BiH.

## Stanovništvo

### 1991.
Nacionalni sastav stanovništva 1991. godine, bio je sljedeći:
ukupno: 213
- Hrvati - 213

### 2013.
Nacionalni sastav stanovništva 2013. godine, bio je sljedeći:
ukupno: 128
- Hrvati - 127
- ostali, neopredijeljeni i nepoznato - 1